# Ленчиці (гміна)
Гміна Ленчиці (пол. Gmina Łęczyce) — сільська гміна у північній Польщі. Належить до Вейгеровського повіту Поморського воєводства.
Станом на 31 грудня 2011 у гміні проживало 11795 осіб.

## Територія
Згідно з даними за 2007 рік площа гміни становила 232.81 км², у тому числі:
- орні землі: 41.00%
- ліси: 52.00%

Таким чином, площа гміни становить 18.15% площі повіту.

## Населення
Станом на 31 грудня 2011:
| Опис     | Загалом | Загалом | Чоловіки | Чоловіки | Жінки | Жінки |
| -------- | ------- | ------- | -------- | -------- | ----- | ----- |
| одиниця  | осіб    | %       | осіб     | %        | осіб  | %     |
| все      | 11795   | 100     | 5947     | 50.42    | 5848  | 49.58 |
| міське   | 0       | 100     | 0        |          | 0     |       |
| сільське | 11795   | 100     | 5947     | 50.42    | 5848  | 49.58 |

## Сусідні гміни
Гміна Ленчиці межує з такими гмінами: Ґневіно, Ліня, Люзіно, Нова Веш-Лемборська, Хочево, Цевіце.